# Batalha de Cortenuova

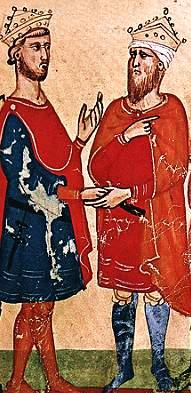
Frederico II com o sultão al-Malik al-Kamil

Batalha de Cortenuova foi uma batalha travada no ano de 1237 entre o imperador Frederico II da Germânia e a Liga Lombarda, onde o imperador derrotou a Liga e celebrou a vitória usando um carroccio para entrar na cidade.